# Route nationale 16
Dieser Artikel wurde aufgrund von inhaltlichen Mängeln auf der Qualitätssicherungsseite des WikiProjekts Straßen eingetragen. Dies geschieht, um die Qualität der Artikel aus dem Themengebiet Straßen auf ein akzeptables Niveau zu bringen. Bitte hilf mit, die inhaltlichen Mängel dieses Artikels zu beseitigen, und beteilige dich bitte an der Diskussion!
Die N16 war eine französische Nationalstraße, die 1824 zwischen Sarcelles und Dunkerque festgelegt wurde. Sie geht auf die Route impériale 17 zurück. Diese hatte vor 1815 eine Führung über Aire-sur-la-Lys. Die Länge der N16 betrug 260 Kilometer. 1973 wurde sie auf den Abschnitt zwischen Sarcelles und Clermont reduziert. 1978 übernahmen die N1 den Abschnitt zwischen Breteuil und Amiens, die N25 zwischen Amiens und Doullens und die N41 den Abschnitt zwischen Saint-Pol-sur-Ternoise und ihrer Kreuzung mit der N16 nördlich von Saint-Pol. Die anderen Abschnitte wurden 1973 schon abgestuft.

## N16a
Die N16A war von 1933 bis 1973 ein Seitenast der N16, der von dieser in Bergues abzweigte und zur belgischen Grenze bei Oost-Cappel führte, wo sie in die N308 (ehemalige N9 nach Brüssel) überging. Sie entstand aus der alten Trasse der N40. Ihre Länge betrug 15 Kilometer.

## N16b
Die N16B war von 1933 bis 1973 ein Seitenast der N16, der von dieser in Coudekerque-Branche abzweigte und nach Malo-les-Bains verlief. Ihre Länge betrug 5,5 Kilometer. Ein kurzer Teil wurde von 1978 bis 2006 für die neue N336 verwendet.